# Jaramit Weffer
Jaramit Leon Weffer Guanipa  (ur. 3 listopada 1985) – wenezuelska zapaśniczka. Olimpijka z Rio de Janeiro 2016, gdzie zajęła siedemnaste miejsce w kategorii 75 kg.
Sześciokrotna uczestniczka mistrzostw świata, siódma w 2008. Brązowa medalistka igrzysk panamerykańskich w 2011 i piąta w 2015. Siedmiokrotna medalistka mistrzostw panamerykańskich, złoto w 2003, 2004 i 2007. Złoto na igrzyskach igrzyskach Am.Płd w 2006. Srebrna medalistka igrzysk Ameryki Środkowej i Karaibów w 2006 i 2010 i brązowa w 2014. Mistrzyni igrzysk boliwaryjskich w 2005 i 2013. Ósma w Pucharze Świata w 2005 roku.